# The Bitter End
The Bitter End è un singolo del gruppo musicale britannico Placebo, il primo estratto dal loro quarto album in studio Sleeping with Ghosts e pubblicato il 10 marzo 2003.

## Video musicale
Il video, girato a Stockport nel Cheshire, in Inghilterra, mostra la band esibirsi su un radiotelescopio e immagini a infrarossi dove una coppia si rincorre.

## Tracce
CD
CD 1
1. The Bitter End
2. Daddy Cool (Boney M. cover)
3. Teenage Angst (piano version)
4. The Bitter End (video)

CD 2
1. The Bitter End
2. Evalia
3. Drink You Pretty

Vinile 7"
1. The Bitter End
2. Daddy Cool (cover)

## Classifiche
| Classifica (2003) | Posizione massima |
| ----------------- | ----------------- |
| Australia         | 47                |
| Francia           | 31                |
| Germania          | 34                |
| Irlanda           | 39                |
| Italia            | 16                |
| Regno Unito       | 12                |
| Svizzera          | 53                |